# Герман Вагнер
Герман Вагнер (нім. Hermann Wagner; 25 вересня 1896, Гільдесгайм — 15 квітня 1970, Фрайбург) — кервіник жіночого відділення Імперської служби праці, генерал-оберстфельдмайстер. Кавалер Лицарського хреста Хреста Воєнних заслуг з мечами.

## Нагороди[2]
- Хрест Воєнних заслуг 2-го і 1-го класу з мечами
- Лицарський хрест Хреста Воєнних заслуг з мечами (22 березня 1944)